# Boganangone
Boganangone – stolica jednej z pięciu podprefektur w Republice Środkowoafrykańskiej (Boganangone). Znajduje się w prefekturze Lobaye.
Miasto liczy 1850 mieszkańców (2003).

## Geografia
Boganangone znajduje się 145 km na północ od Mbaïki. W 2003 roku podprefektura ma ponad 24 tys. mieszkańców, z czego 1850 stanowią mieszkańcy miasta.

## Administracja
Boganangone jest jedynym miastem w podprefekturze.